# The MacKenzies
The Mackenzies — британская инди-рок-группа, образовавшаяся в 1986 году в Глазго, Шотландия, исполнявшая гитарный инди-фанк выполненный в аморфных, экспериментальных аранжировках, и являвшаяся частью экспериментального движения, сформировавшегося вокруг лейбла Ron Johnson Records и получившего известность как Ron Johnson Sound
.

## История группы
The MacKenzies образовались в 1986 году; в состав квартета вошли Гэри Вейр (англ. Gary Weir, вокал), Иэйн Беверидж (англ. Iain Beveridge, гитара), Питер Гилмор (англ. Peter Gilmour, бас-гитара) и Пол Тёрнбулл (англ. Paul Turnbull, ударные). Концертные выступления группы проходили с участием приглашённых перкуссионистов (Скотт Браун, Энн Куинн)и саксофонистов (Питер Эллен).
За два года существования The MacKenzies выпустили сингл «New Breed/Dog’s Breakfast» (1986) и EP A Sensual Assault (1987), поднявшиеся в UK Indie Charts до ## 15 и 22 (соответственно). Кроме того, песня Big Jim вошла в кассетную компиляцию C86, вышедшая в 1986 году приложением к NME и оказавшую значительное влияние на развитие всей британской инди-сцены. Группа записала две радиосессии на BBC у Джона Пила
.
После распада группы её ритм-секция — Грэм Лирони (англ. Graham Lironi) и Пол Тёрнбулл — перешла в The Secret Goldfish.

## Дискография

### Синглы
- New Breed/Dog’s Breakfast (1986, Ron Johnson Records, ZRON9 [7"]) #15 (UK Indie Chart)[5]

### EP
- A Sensual Assault EP (1987, Ron Johnson Records, ZRON15 [12"]) #22 (UK Indie Chart)[5]

## Компиляции
- C86 («Big Jim», Rough Trade, New Musical Express 1986)
- The First After Epiphany («Man With No Reason» Ron Johnson Records, 1987)
- The Second After Epipany («Mealy Mouth»)

## Видео
- Big Jim / New Breed / Man With No Reason Medley, 1987. — The MacKenzied в программе Шотландского телевидения FSD.